# 薩利達 (明尼蘇達州)
薩利達（英語：Salida）是位於美國明尼蘇達州舍本縣貝克鎮區的一個非建制地區。

## 地理
薩利達所處的海拔為高於海平面291米（即955英呎），而該地所採用的時區為UTC-6，即北美中部時區（CST）。同時該地設有夏令時間，為UTC-6調快一小時，即UTC-5（CDT）。